# Folwarczysko
Folwarczysko – część wsi Typin w Polsce, położona w województwie lubelskim, w powiecie tomaszowskim, w gminie Tomaszów Lubelski.
W latach 1975–1998 Folwarczysko administracyjnie należało do województwa zamojskiego.